# Ryōhei Hirose
Ryōhei Hirose (廣瀬 量平, Hirose Ryōhei), né le 17 juillet 1930 à Hakodate dans l'île de Hokkaidō et décédé le 24 novembre 2008 à Kyoto, prénom également épelé Ryouhei), est un compositeur japonais.

## Biographie
Il fait ses études à l'université nationale des beaux-arts et de musique de Tokyo auprès de Tomojirō Ikenouchi et Akio Yashiro. Il est professeur au département de musique de l'université municipale des Arts de Kyoto de 1977 à 1996 où il occupe ensuite divers postes administratifs. Il est par ailleurs chargé de cours au Mozarteum de Salzbourg (1997), à l'université de musique d'Essen (2003), à l'Université de musique de Kunitachi (1977–1979) et à l'université nationale des beaux-arts et de musique de Tokyo (1991–1998).
Il compose pour les instruments japonais et occidentaux, mais il est surtout connu pour ses compositions pour shakuhachi et flûte à bec. Il écrit également des pièces pour viole de gambe.
La musique de Hirose pour flûte à bec est disponible en de nombreux enregistrements. Voir la liste des enregistrements de flûte à bec pour une discographie complète.
Hirose meurt le 24 novembre 2008.

## Compositions

### Œuvres pour orchestre
- 1971 Concerto « triste », pour violoncelle et orchestre
- 1971 Festival Music
- 1976 Concerto, pour shakuhachi et orchestre
- 1978 KARAVINKA
- 1979 Concert, pour violon et orchestre
- 1981 NOSHINGU
- 1983 Litanie (RITANIA) (en mémoire de Hiroshima)
- 1986 Landschap
- 1988 Festival Prelude
- 1991 Rikuzen-Meer
- 1996 Symphonie « Kyoto »
- 2000 Sérénade dans la matinée
- 2004 Dinosaur King

### Œuvres pour orchestre d'harmonie
- 1980 Paramita and Kada, pour flûte alto et orchestre de flûte
- 1982 Festival Music, (arrangé par Takashi Ueno)
- 1986  Fanfare pour les résidents

### Œuvres pour chœur
- 1971 Azuma Sanroku, pour chœur mixte
- 1973 Dans les forêts de Kamui, pour chœur mixte
- 1980 RAMENTO Five, pour chœur d'hommes
- 2006 La chanson de Hakodate Takuboku, pour chœur mixte

### Musique de chambre
- 1964 Sonate, pour flûte et clavecin
- 1972 POTARAKA, pour flûte à bec alto, violoncelle et harpe
- 1972 Pundarika, pour clarinette et piano
- 1972 KARAVINKA, pour flûte, hautbois, cordes et percussion
- 1973 PIPPARA, pour harpe et basson
- 1975 Méditation, pour flûte à bec alto
- 1975 Lamentation, pour quatuor de flûtes à bec
- 1979 Blue Train, pour quatuor de flûte à bec ou chœur de flûtes
- 1979 Ode I for 2 Recorders, pour 2 flûtes à bec
- 1979-1982 Hymne, pour flûte à bec alto
- 1980 Ode II for 2 Recorders, pour 2 flûtes à bec
- 1980 Marine City, pour chœur de flûtes
- 1980 Papillon, pour chœur de flûtes
- 1991 Suite for noble cats, pour quatuor de violes de gambe
- 2005 Shiretoko Suite, pour quatuor de violes de gambe
- Idyll, pour quatuor de flûte à bec

### Œuvres pour percussions
- 1988 MATORINOMINABE, pour ensemble de percussions

### Œuvres pour instruments japonais traditionnels
- 1963 Toruso, pour shakuhachi
- 1964 Heki, pour shakuhachi et cordes
- 1967 Ryo, pour shakuhachi, cordes et percussion
- 1969 Aki, pour 2 shakuhachi
- 1969 Hare, pour 3 shakuhachi
- 1969 Hi, pour shakuhachi, cordes et percussion
- 1969 Shu, pour shakuhachi, cordes et percussion
- 1971 Quatuor Makimuku, pour shakuhachi
- 1972 Byo, pour shakuhachi
- 1973 Kakurin, pour shakuhachi
- 1973 Vivaruta, pour shakuhachi, violoncelle, chœur d'enfants, percussion et ensemble instrumental
- 1973 Quatuor no 2 Yawatame, pour shakuhachi
- 1973 Yumejuya, pour shakuhachi
- 1975 Quatuor Yukiaya, pour shakuhachi
- 1976 Tenraichikyo, pour shakuhachi
- 1980 Metamorphosen of Midare, pour koto à 25 cordes
- 1982 Tamafuri, pour shakuhachi
- 1995 KOTOHOGI, suite pour shakuhachi
- 2002 Ukifune (Drifting Boat), pour koto à 25 cordes
- Aya, pour shakuhachi, violoncelle et percussion
- Hak Lim, pour shakuhachi
- Hina, pour shakuhachi
- Izayoi, pour shakuhachi
- Kuni Yamamoto bergen, pour trois shakuhachi
- Concerto pour shakuhachi
- Shuko, pour shakuhachi

### Musique de film
- 1974 : La Vie d'une courtisane (あさき夢みし, Asaki yumemishi?) d'Akio Jissōji

## Sources de la traduction
- (en)/(nl) Cet article est partiellement ou en totalité issu des articles intitulés en anglais « Ryōhei Hirose » (voir la liste des auteurs) et en néerlandais « Ryohei Hirose » (voir la liste des auteurs).